# Mike Weir
Michael Richard Weir, Mike Weir (ur. 12 maja 1970 w Sarnii, Ontario) – golfista kanadyjski.
Studiował w USA, na Brigham Young University w Provo (Utah). Jego największym sukcesem jest wygrana w wielkoszlemowym turnieju Masters w Augusta (Georgia) w kwietniu 2003; było to drugie w historii zwycięstwo Kanadyjczyka w golfowym turnieju najwyższej rangi (Sandy Sommerville wygrał US Amateur, jednak turniej ten utracił w późniejszym okresie status wielkoszlemowego).
W czerwcu 2003 na US Open podzielił 3. miejsce. Odniósł do 2004 siedem zwycięstw w zawodowym golfowym cyklu PGA Tour:
- 1999 Air Canada Championship (pierwsze zwycięstwo Kanadyjczyka w ojczyźnie od 45 lat)
- 2000 WGC-American Express Championship
- 2001 THE TOUR Championship
- 2003 Bob Hope Chrysler Classic, Nissan Open, Masters
- 2004 Nissan Open